# 10673 Berezhnoy
10673 Berezhnoy este o planetă minoră (asteroid), cu un diametru de 3,816 km, din centura de asteroizi. A fost descoperită pe 7 noiembrie 1978 la Observatorul Palomar de Eleanor F. Helin. 
Obiectul prezintă o orbită caracterizată de o semiaxă mare de 2,4211917 UAi, o excentricitate de 0,04, o înclinație de 2,09295 ° în raport cu ecliptica.